# Patrick Reynolds (1920-2003)
 (novembre 2018).
Si vous disposez d'ouvrages ou d'articles de référence ou si vous connaissez des sites web de qualité traitant du thème abordé ici, merci de compléter l'article en donnant les références utiles à sa vérifiabilité et en les liant à la section « Notes et références ».
Pour les articles homonymes, voir Patrick Reynolds.
Patrick Reynolds, né le 25 novembre 1920 et mort le 27 décembre 2003, est une personnalité politique irlandaise membre du Fine Gael. Il est élu trois fois au Dáil Éireann et cinq ans au Seanad Éireann (chambre haute du parlement) dont il est Cathaoirleach (président) pendant quatre ans.